# Fortmond

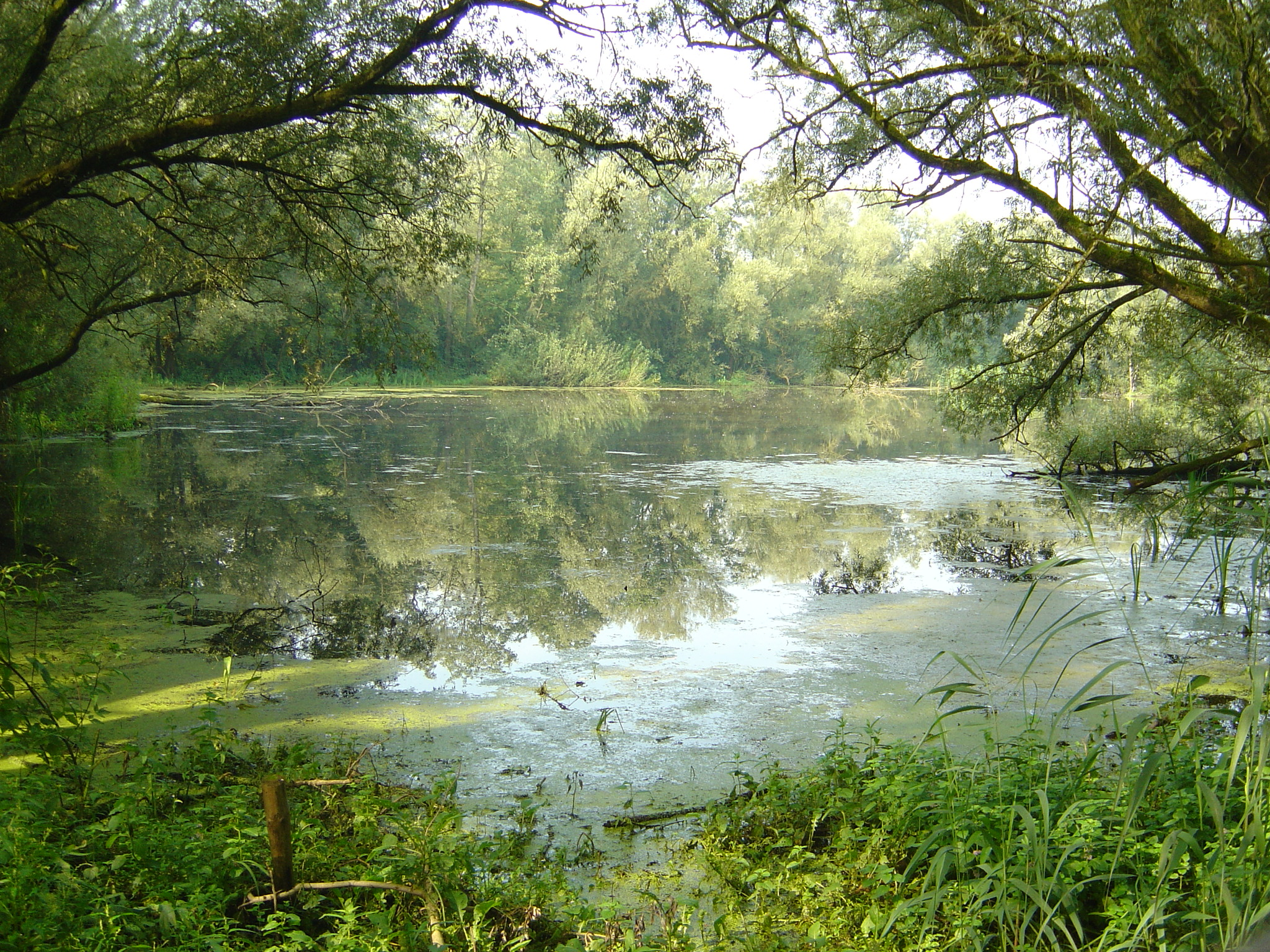
Ooibos 'Korea' bij Fortmond

Fortmond is een buurtschap in de gemeente Olst-Wijhe in Overijssel, Nederland. Het ligt te midden van natuurontwikkelingsgebied Duursche Waarden in een bocht van de IJssel tussen Deventer en Zwolle. 
Het gebied van Fortmond met zijn door moerasachtige uiterwaarden omgeven rivierduinen bleef lang onbewoond. Dit veranderde toen men er rond 1775 een 'tichelwerk' oprichtte. Daardoor ontstond de buurtschap met zo'n twintig eenvoudige huisjes voor de arbeiders.
Bij een erg hoge waterstand van de IJssel is Fortmond, dat buiten de winterdijk in de uiterwaard ligt, over de weg onbereikbaar. De gemeente zorgt in zo'n geval voor een bootverbinding. Dit gaf in 2023 vanwege de kersttijd veel aandacht in de landelijke media.

## Baksteenindustrie
Fortmond is vooral bekend vanwege de Steenfabriek Fortmond die er van 1889 tot 1976 gevestigd was. Deze fabriek werd van klei voorzien met een smalspoorlijntje vanuit de Duursche Waarden. Een tweede lijntje liep naar de Roetwaarden in het zuiden. De steenovens en de gerestaureerde schoorsteen zijn nu rijksmonument. Een tweede steenfabriek te Fortmond was 'Het Haasje', gevestigd op het terrein waarop nu de gelijknamige camping ligt.

## Recreatie
De veerstoep van het fiets- en voetveer tussen Fortmond en Veessen ligt vlak bij de voormalige steenfabriek. De pont heet Kozakkenveer omdat hier in 1813 het Kozakkenleger de rivier zou zijn overgestoken om de Fransen uit Nederland te verjagen. Er is een uitkijktoren aanwezig die een overzicht over rivier en uiterwaarden mogelijk maakt. Staatsbosbeheer heeft door het nabijgelegen ooibos, dat vanwege zijn ondoordringbaarheid Korea wordt genoemd, voor natuurliefhebbers een 2,5 kilometer lang 'laarzenpad' uitgezet. Voor vogelliefhebbers is er een observatiehut gebouwd. Tussen Fortmond en Den Nul is in 2011 een informatiecentrum over de Duursche Waarden gevestigd.

## Herinrichting
In het kader van een herinrichtingsplan uit 2005 zijn bij Fortmond rivierverruimende natuurontwikkelingsmaatregelen genomen. Er zijn meerdere verlandde hanken uitgegraven, waardoor het gebied veel waterrijker is geworden. De mogelijkheden voor recreatie zijn toegenomen. Onder meer is voor wandelaars en fietsers in 2015 een brug over een nieuw gegraven nevengeul gelegd. Hij is hoogwater bestendig.
Hoofdplaatsen: Olst · Wijhe      Dorpen: Boerhaar · Boskamp · Den Nul · Welsum · Wesepe

Buurtschappen: Duur · Eikelhof · Elshof · Fortmond · Hengforden · Herxen · Marle · Middel · Welsumerveld 

Voormalige gemeenten: Olst · Wijhe

Overijssel · Steden en dorpen in Overijssel      Nederland · Provincies · Gemeenten